# Малик, Вина
Вина Малик (з.-пандж. وینا ملک, англ. Veena Malik, настоящее имя — Захида Малик; род. 26 февраля 1984 года, Равалпинди, Пакистан) — пакистанская модель, актриса и телеведущая.

## Биография
Захида родилась в городе Равалпинди в пенджабской семье. Имеет бакалавра искусств в социологии, психологии и языке фарси.
До карьеры в кино Вина работала комедианткой в нескольких программах и телесериалах местного телевидения. В 2000 году она дебютировала с Шааном и Зарой Шейх в главных ролях в фильме Tere Pyar Mein, который стал хитом проката.
Два года спустя её пригласили вести телепрограмму Prime Gupshup на телеканале Prime TV.
В 2003 году она появилась в фильме Sassi Punno с Саной Наваз в главной роли, однако фильм провалился в прокате и показы его в кинотеатрах прекратились через неделю после выхода. Её прорывом стал фильм режиссёра Римы Хан Koi Tujh Sa Kahan, который имел коммерческий успех в стране.
Также она вела программу на телеканале Geo TV Hum Sub Umeed Se Hain, где её приветствовали за её комедийные пародии.
В октябре 2010 года Вина появилась в четвёртом сезоне популярного индийского реалити-шоу Bigg Boss, из которого она вылетела за две недели до финальной части, будучи одной из шести финалистов.
В Индии она также планировала сделать собственное шоу Veena Malik — 'Veena Ka Vivah', где она будет искать партнера по душе, но шоу было отменено, когда канал Imagine TV, на котором оно планировалось, объявил о своём закрытии.
В 2012 году она дебютировала в Болливуде сначала как танцовщица item-номере «Chhanno» в фильме Gali Gali Mein Chor Hai, который имел коммерческий успех, затем в песне «Fann Ban Gayi» в фильме ««Узелок на память»». В том же году она дебютировала как актриса в Daal Mein Kuch Kaala Hai. Фильм не имел успеха в кассе, но её игра получила похвалы критиков. В 2013 году вышел в прокат фильм Zindagi 50 50, получивший статус «средний». В том же году она решила сняться в каннадаязычной версии фильма «Грязное кино» Silk Sakkath Hot, в котором она сыграла актрису, чья биография схожа с южноиндийской актрисой и танцовщицей Силк Смиту. Её последний на текущий момент фильм в Болливуде — Mumbai 125 KM 3D, который был снят в новом формате RealD Cinema, где впервые в её карьере она сыграла призрака.

## Личная жизнь

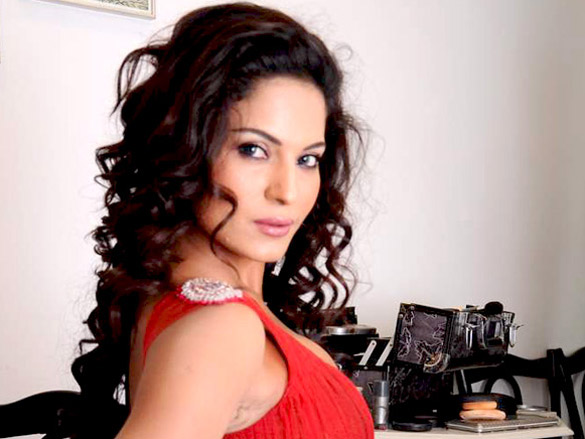
Вина Малик в Лахоре, Пакистан, в 2011 г.

В 2013 году Вина вышла замуж за бизнесмена Асада Башира Хана Хаттака. Имеет двоих детей: сына Абрама (род. 2014) и дочь Амалу (род. 2015)

## Скандалы

### Изображения для журнала FHM
На родине Вина разорился скандал, когда она появилась на обложке индийской версии журнала FHM с татуировкой «ISI» на плече. В Пакистане это является аббревиатурой Межведомственной разведки. Сама Вина говорит, что она была топлесс, но не полностью голой

## Фильмография
| Год  |   | Русское название                      | Оригинальное название                    | Роль                          |
| ---- | - | ------------------------------------- | ---------------------------------------- | ----------------------------- |
| 2000 | ф |                                       | Tere Pyar Mein                           | Амина                         |
| 2002 | ф |                                       | Yeh Dil Aap Ka Huwa                      | Сана                          |
| 2003 | ф |                                       | Pind Di Kudi                             | Саба                          |
| 2004 | ф |                                       | Sassi Punno                              | Зарина                        |
| 2005 | ф |                                       | Koi Tujh Sa Kahan                        | Аймен                         |
| 2005 | ф |                                       | Kyun Tum Se Itna Pyar Hai                | Аамина                        |
| 2007 | ф |                                       | Mohabbatan Sachiyan                      | Нагма }                       |
| 2008 | ф |                                       | Kabhi Pyar Na Karna                      | Нафиза                        |
| 2008 | ф |                                       | Ishq Beparwaah                           | Айеша                         |
| 2012 | ф | Вокруг одни воры                      | Gali Gali Mein Chor Hai                  | камео в песне «Chhanno»       |
| 2012 | ф | Узелок на память / Нас связала любовь | Tere Naal Love Ho Gaya                   | камео в песне «Fann Ban Gayi» |
| 2012 | ф |                                       | Daal Mein Kuch Kaala Hai                 | Малаи                         |
| 2013 | ф |                                       | Zindagi 50-50                            | Мадхури                       |
| 2013 | ф |                                       | Dirty Picture: Silk Sakkath Maga (канн.) | Шилк Смитха / Виджайлакшми    |
| 2013 | ф |                                       | Super Model                              | Рупали                        |
| 2014 | ф |                                       | Mumbai 125 KM 3D                         | Пунам / призрак               |

## Дискография
- 2012 — Drama Queen / Королева драмы[23][24]